# Adquisición de datos
La adquisición de datos o adquisición de señales consiste en la toma de muestras del mundo real (sistema analógico) para generar datos que puedan ser manipulados por un ordenador u otros dispositivos electrónicos (sistema digital). Consiste en tomar un conjunto de señales físicas, convertirlas en tensiones eléctricas y digitalizarlas de manera que se puedan ser procesadas por una computadora o PAC. Se requiere una etapa de acondicionamiento, que adecua la señal a niveles compatibles con el elemento que hace la transformación a señal digital. El elemento que hace dicha transformación es el módulo de digitalización o tarjeta de adquisición de datos (DAQ).

## Proceso de adquisición de datos
Definiciones
- Dato: Representación simbólica (numérica, alfabética...), atributo o característica de un valor. No tiene sentido en sí mismo, pero convenientemente tratado (procesado), se puede utilizar en la relación de cálculos o toma de decisiones.

- Adquisición: Recogida de un conjunto de variables físicas, conversión en voltaje y digitalización de manera que se puedan procesar en un ordenador.

- Sistema: Conjunto organizado de dispositivos que interactúan entre sí ofreciendo prestaciones más completas y de más alto nivel.

Una vez que las señales eléctricas se transformaron en digitales, se envían a través del bus de datos a la memoria del PC. Una vez los datos están en memoria pueden procesarse con una aplicación adecuada, archivarlas en el disco duro, visualizarlas en la pantalla, etc.
- Bit de resolución: Número de bits que el convertidor analógico a digital (ADC) utiliza para representar una señal.
- Rango: Valores máximo y mínimo entre los que el sensor, instrumento o dispositivo funcionan bajo unas especificaciones.

- Teorema de Nyquist: Al muestrear una señal, la frecuencia de muestreo debe ser mayor que dos veces el ancho de banda de la señal de entrada, para poder reconstruir la señal original de forma exacta a partir de sus muestras. En caso contrario, aparecerá el fenómeno del aliasing que se produce al infra-muestrear. Si la señal sufre aliasing, es imposible recuperar el original.

### Velocidad de muestreo recomendada
–2*frecuencia mayor (medida de frecuencia)
–10*frecuencia mayor (detalle de la forma de onda)
--> Si se muestrea al doble de su frecuencia se la puede reconstruir exactamente, lo que no quiere decir que si triplico la frecuencia voy a tener una mejor señal muestreada, para nada.. ya verá el lector alguna aplicación en donde las frecuencias altas resultarán un problema, por ende no crea que aumentando las pulsaciones va a mejorar la señal, puesto que al menos de forma teórica el teorema no enuncia ni demuestra eso.. <--
Los componentes de los sistemas de adquisición de datos, poseen sensores adecuados que convierten cualquier parámetro de medición de una señal eléctrica, que se adquiere por el hardware de adquisición de datos. Los datos adquiridos se visualizan, analizan, y almacenan en un ordenador, ya sea utilizando el proveedor de software suministrado u otro software. Los controles y visualizaciones se pueden desarrollar utilizando varios lenguajes de programación de propósito general como VisualBASIC, C++, Fortran, Java, Lisp, Pascal. Los lenguajes especializados de programación utilizados para la adquisición de datos incluyen EPICS, utilizada en la construcción de grandes sistemas de adquisición de datos, LabVIEW, que ofrece un entorno gráfico de programación optimizado para la adquisición de datos, y MATLAB. Estos entornos de adquisición proporcionan un lenguaje de programación además de bibliotecas y herramientas para la adquisición de datos y posterior análisis.
De la misma manera que se toma una señal eléctrica y se transforma en una digital para enviarla al ordenador, se puede también tomar una señal digital o binaria y convertirla en una eléctrica. En este caso el elemento que hace la transformación es una tarjeta o módulo de Adquisición de Datos de salida, o tarjeta de control. La señal dentro de la memoria del PC la genera un programa adecuado a las aplicaciones que quiere el usuario y, luego de procesarla, es recibida por mecanismos que ejecutan movimientos mecánicos, a través de servomecanismos, que también son del tipo transductores.
Un sistema típico de adquisición utiliza sensores, transductores, amplificadores, convertidores analógico - digital (A/D) y digital - analógico (D/A), para procesar información acerca de un sistema físico de forma digitalizada.
En este caso DAQ funciona como transductor de señales análogas a digitales, propiciando así el procesamiento de datos a través de sus funciones de entradas.

## ¿Cómo se adquieren los datos?
La adquisición de datos se inicia con el fenómeno físico o la propiedad física de un objeto (objeto de la investigación) que se desea medir. Esta propiedad física o fenómeno podría ser el cambio de temperatura o la temperatura de una habitación, la intensidad o intensidad del cambio de una fuente de luz, la presión dentro de una cámara, la fuerza aplicada a un objeto, o muchas otras cosas. Un eficaz sistema de adquisición de datos pueden medir todos estos diferentes propiedades o fenómenos.
Un sensor es un dispositivo que convierte una propiedad física o fenómeno en una señal eléctrica correspondiente medible, tal como tensión, corriente, el cambio en los valores de resistencia o condensador, etc. La capacidad de un sistema de adquisición de datos para medir los distintos fenómenos depende de los transductores para convertir las señales de los fenómenos físicos mensurables en la adquisición de datos por hardware. El término transductores es sinónimo de sensores en sistemas de DAQ. Hay transductores específicos para diferentes aplicaciones, como la medición de la temperatura, la presión, o flujo de fluidos. DAQ también despliega diversas técnicas de acondicionamiento de Señales para modificar adecuadamente diferentes señales eléctricas en tensión, que luego pueden ser digitalizados usando CED.
Las señales pueden ser digitales (también llamada señales de la lógica) o analógicas en función del transductor utilizado.
El acondicionamiento de señales suele ser necesario si la señal desde el transductor no es adecuado para la DAQ hardware que se utiliza. La señal puede ser amplificada o desamplificada, o puede requerir de filtrado, o un cierre patronal, en el amplificador se incluye para realizar demodulación. Varios otros ejemplos de acondicionamiento de señales podría ser el puente de conclusión, la prestación actual de tensión o excitación al sensor, el aislamiento, linealización, etc. Este pretratamiento del señal normalmente lo realiza un pequeño módulo acoplado al transductor.
DAQ hardware son por lo general las interfaces entre la señal y un PC. Podría ser en forma de módulos que pueden ser conectados a la computadora de los puertos (paralelo, serie, USB, etc.) o ranuras de las tarjetas conectadas a (PCI, ISA) en la placa madre. Por lo general, el espacio en la parte posterior de una tarjeta PCI es demasiado pequeño para todas las conexiones necesarias, de modo que una ruptura de caja externa es obligatorio. Las tarjetas DAQ a menudo contienen múltiples componentes (multiplexores, ADC, DAC, TTL-IO, temporizadores de alta velocidad, memoria RAM). Estos son accesibles a través de un bus por un microcontrolador, que puede ejecutar pequeños programas. El controlador es más flexible que una unidad lógica dura cableada, pero más barato que una CPU de modo que es correcto para bloquear con simples bucles de preguntas. 
El driver software habitualmente viene con el hardware DAQ o de otros proveedores, y permite que el sistema operativo pueda reconocer el hardware DAQ y dar así a los programas acceso a las señales de lectura por el hardware DAQ. Un buen driver ofrece un alto y bajo nivel de acceso.

## Ejemplos de sistemas de adquisición y control
- DAQ para recoger datos(datalogger) medioambientales (energías renovables e ingeniería verde)
- DAQ para audio y vibraciones (mantenimiento, test)
- DAQ + control de movimiento(corte con láser)
- DAQ + control de movimiento+ visión artificial (robots modernos)

## Tiempo de conversión
Es el tiempo que tarda en realizar una medida el convertidor en concreto, y dependerá de la tecnología de medida empleada. Evidentemente nos da una cota máxima de la frecuencia de la señal a medir.
Este tiempo se mide como el transcurrido desde que el convertidor recibe una señal de inicio de "conversión" (normalmente llamada SOC, Start of Conversión) hasta que en la salida aparece un dato válido. Para que tengamos constancia de un dato válido tenemos dos caminos: 
- Esperar el tiempo de conversión máximo que aparece en la hoja de características.
- Esperar a que el convertidor nos envíe una señal de fin de conversión.

Si no se respeta el tiempo de conversión, en la salida tendremos un valor, que dependiendo de la constitución del convertidor será: 
- Un valor aleatorio, como consecuencia de la conversión en curso
- El resultado de la última conversión

## La etapa de acondicionamiento de la señal
Con más detalle, en una etapa de acondicionamiento podemos encontrar estas etapas, aunque no todas están siempre presentes: 
- amplificación
- excitación
- filtrado
- multiplexado
- aislamiento
- linealización

### Amplificación
Es el tipo más común de acondicionamiento. Para conseguir la mayor precisión posible la señal de entrada debe ser amplificada de modo que su máximo nivel coincida con la máxima tensión que el convertidor pueda leer.

### Aislamiento
Otra aplicación habitual en el acondicionamiento de la señal es el aislamiento eléctrico entre el transductor y el ordenador, para proteger al mismo de transitorios de alta tensión que puedan dañarlo. Un motivo adicional para usar aislamiento es el garantizar que las lecturas del convertidor no son afectadas por diferencias en el potencial de masa o por tensiones en modo común.
Cuando el sistema de adquisición y la señal a medir están ambas referidas a masa pueden aparecer problemas si hay una diferencia de potencial entre ambas masas, apareciendo un "bucle de masa", que puede devolver resultados erróneos.

### Multiplexado
El multiplexado es la conmutación de las entradas del convertidor, de modo que con un solo convertidor podemos medir los datos de diferentes canales de entrada. Puesto que el mismo convertidor está midiendo diferentes canales, su frecuencia máxima de conversión será la original dividida por el número de canales muestreados. Se aconseja que los multiplexores se utilicen antes del conversor y después del condicionamiento del señal, ya que de esta manera no molestará a los aislantes que podamos tener.

### Filtrado
El fin del filtro es eliminar las señales no deseadas de la señal que estamos observando. Por ejemplo, en las señales cuasi-continuas, (como la temperatura) se usa un filtro de ruido de unos 4 Hz, que eliminará interferencias, incluidos los 50/60 Hz de la red eléctrica.
Las señales alternas, tales como la vibración, necesitan un tipo distinto de filtro, conocido como filtro antialiasing, que es un filtro pasabajo pero con un corte muy brusco, que elimina totalmente las señales de mayor frecuencia que la máxima a medir, con el consiguiente error.

### Excitación
La etapa de acondicionamiento de señal a veces genera excitación para algunos transductores, como por ejemplos las galgas "extesométricas", "termistores" o "RTD", que necesitan de la misma, bien por su constitución interna, (como el termistor, que es una resistencia variable con la temperatura) o bien por la configuración en que se conectan (como el caso de las galgas, que se suelen montar en un puente de Wheatstone).

### Linealización
Muchos transductores, como los termopares, presentan una respuesta no lineal ante cambios lineales en los parámetros que están siendo medidos. Aunque la linealización puede realizarse mediante métodos numéricos en el sistema de adquisición de datos, suele ser una buena idea el hacer esta corrección mediante circuitería externa.

## Ejemplo
A veces el sistema de adquisición es parte de un sistema de control, y por tanto la información recibida se procesa para obtener una serie de señales de control. En este diagrama podemos ver los bloques que componen nuestro sistema de adquisición de datos:

Diagrama que describe los pasos seguidos en un proceso de adquisición de datos

Como vemos, los bloques principales son estos:
- transductor
- el acondicionamiento de señal
- el convertidor analógico-digital
- la etapa de salida (interfaz con la lógica)

El transductor es un elemento que convierte la magnitud física que vamos a medir en una señal de salida (normalmente tensión o corriente) que puede ser procesada por nuestro sistema. Salvo que la señal de entrada sea eléctrica, podemos decir que el transductor es un elemento que convierte energía de un tipo en otro. Por tanto, el transductor debe tomar poca energía del sistema bajo observación, para no alterar la medida.
El acondicionamiento de señal es la etapa encargada de filtrar y adaptar la señal proveniente del transductor a la entrada del convertidor analógico / digital. Esta adaptación suele ser doble y se encarga de:
- Adaptar el rango de salida del transductor al rango de entrada del convertidor.(Normalmente en tensión).

- Acoplar la impedancia de salida de uno con la impedancia de entrada del otro.

La adaptación entre los rangos de salida del convertidor y el de entrada del convertidor tiene como objetivo el aprovechar el margen dinámico del convertidor, de modo que la máxima señal de entrada debe coincidir con la máxima que el convertidor (pero no con la máxima tensión admisible, ya que para ésta entran en funcionamiento las redes de protección que el convertidor lleva integrada).
Por otro lado, la adaptación de impedancias es imprescindible ya que los transductores presentan una salida de alta impedancia, que normalmente no puede excitar la entrada de un convertidor, cuya impedancia típica suele estar entre 1 y 10 k.
El convertidor analógico/digital es un sistema que presenta en su salida una señal digital a partir de una señal analógica de entrada, (normalmente de tensión) realizando las funciones de cuantificación y codificación.
La cuantificación implica la división del rango continuo de entrada en una serie de pasos, de modo que para infinitos valores de la entrada la salida solo puede presentar una serie determinada de valores. Por tanto la cuantificación implica una pérdida de información que no podemos olvidar.
La codificación es el paso por el cual la señal digital se ofrece según un determinado código binario, de modo que las etapas posteriores al convertidor puedan leer estos datos adecuadamente. Este paso hay que tenerlo siempre en cuenta, ya que puede hacer que obtengamos datos erróneos, sobre todo cuando el sistema admite señales positivas y negativas con respecto a masa, momento en el cual la salida binaria del convertidor nos da tanto la magnitud como el signo de la tensión que ha sido medida.
La etapa de salida es el conjunto de elementos que permiten conectar el s.a.d con el resto del equipo, y puede ser desde una serie de buffers digitales incluidos en el circuito convertidor, hasta una interfaz RS-232, RS-485 o Ethernet para conectar a un ordenador o estación de trabajo, en el caso de sistemas de adquisición de datos comerciales.

## Ventajas
Flexibilidad de procesamiento, posibilidad de realizar las tareas en tiempo real o en análisis posteriores (a fin de analizar los posibles errores), gran capacidad de almacenamiento, rápido acceso a la información y toma de decisión, se adquieren gran cantidad de datos para poder analizar, posibilidad de emular una gran cantidad de dispositivos de medición y activar varios instrumentos al mismo tiempo, facilidad de automatización, etc.
Se utiliza en la industria, la investigación científica, el control de máquinas y de producción, la detección de fallas y el control de calidad entre otras aplicaciones.

## Un tipo de ejercicio de adquisición
Ejemplo 1
Tenemos 300 señales a monitorizar. Todas ellas de 4 bytes y queremos guardar la información de todo el proceso cada segundo.
¿qué capacidad ha de tener el disco duro del PC servidor para tener un histórico de todo un año?
{\displaystyle 300{\frac {Dato}{Segundo}}*4{\frac {bytes}{Dato}}=1,200\quad bytes/segundo}
{\displaystyle 3600*24*365=31,536,000segundos}
{\displaystyle 1200bytes/segundo*31536000\quad segundos=37,8GB}
Tendríamos que tener una capacidad de 37,8 GB. Pero teniendo en cuenta que siempre se tiene que tener una copia de seguridad, esta capacidad la tendremos que multiplicar por dos y eso nos daría 75,7 GB.
Ejemplo 2
En un sistema de adquisición de datos entran 210 señales por segundo, de 8 bytes cada una. 
¿qué capacidad ha de tener el disco duro del PC servidor para tener un histórico de todo un mes?
{\displaystyle 210segundo*8bytes=1680bytes*segundo}
{\displaystyle 3600*24*30=2592000}
{\displaystyle 1680*2592000=4,35gigabytes}